# 百色豆腐柴
百色豆腐柴（学名：Premna paisehensis）为马鞭草科豆腐柴属下的一个种。